# Tyria flavescens
Tyria flavescens là một loài bướm đêm thuộc phân họ Arctiinae, họ Erebidae.